# Primera División (Schach) 1975
Die Primera División (Schach) 1975 war die höchste Spielklasse der 19. spanischen Mannschaftsmeisterschaft im Schach und wurde mit zehn Mannschaften ausgetragen. Meister wurde der Titelverteidiger CA Schweppes Madrid, aus der Segunda División waren RCD La Coruña und CA Maspalomas aufgestiegen. Während La Coruña den Klassenerhalt erreichte, musste Maspalomas zusammen mit GE Aviaco Madrid direkt wieder absteigen.
Zu den Mannschaftskadern siehe Mannschaftskader der Primera División (Schach) 1975.

## Modus
Die zehn teilnehmenden Mannschaften spielten ein einfaches Rundenturnier, die beiden Letzten stiegen ab und wurden durch die beiden Ersten der Segunda División ersetzt. Gespielt wurde an vier Brettern, über die Platzierung entschied zunächst die Anzahl der Brettpunkte (ein Punkt für einen Sieg, ein halber Punkt für ein Remis, kein Punkt für eine Niederlage), anschließend die Anzahl der Mannschaftspunkte (zwei Punkte für einen Sieg, ein Punkt für ein Unentschieden, kein Punkt für eine Niederlage).

## Termine und Spielort
Das Turnier wurde vom 25. Juni bis 3. Juli in der Seat-Sporthalle (Pabellón Polideportivo del Grupo de Empresa Seat) in Barcelona ausgetragen. Ausrichter war der katalanische Schachverband (Federación Catalana de Ajedrez), der mit dieser Veranstaltung sein 50-jähriges Jubiläum feierte.

## Saisonverlauf
CA Schweppes Madrid lag ab der 5. Runde in Führung und baute den Vorsprung am Ende auf 4 Punkte aus. GE Aviaco Madrid stand vorzeitig als Absteiger fest, während die Entscheidung über den zweiten Absteiger in der letzten Runde im direkten Vergleich zwischen RCD La Coruña und CA Maspalomas fiel.

## Abschlusstabelle
| Pl. | Verein                   | Sp | G | U | V | Brett-P.  | Mannsch.-P. |
| --- | ------------------------ | -- | - | - | - | --------- | ----------- |
| 01. | CA Schweppes Madrid (M)  | 9  | 9 | 0 | 0 | 26,5:9,5  | 18:0        |
| 02. | CE Espanyol Barcelona    | 9  | 7 | 1 | 1 | 22,5:13,5 | 15:3        |
| 03. | CE Terrassa              | 9  | 5 | 1 | 3 | 21,0:15,0 | 11:7        |
| 04. | Caja Insular de Ahorros  | 9  | 4 | 2 | 3 | 21,0:15,0 | 10:8        |
| 05. | Asociación Barcinona     | 9  | 2 | 5 | 2 | 17,5:18,5 | 9:9         |
| 06. | CA Peña Rey Ardid Bilbao | 9  | 3 | 2 | 4 | 17,0:19,0 | 8:10        |
| 07. | UGA Barcelona            | 9  | 1 | 3 | 5 | 15,5:20,5 | 5:13        |
| 08. | RCD La Coruña (N)        | 9  | 3 | 1 | 5 | 15,0:21,0 | 7:11        |
| 09. | CA Maspalomas (N)        | 9  | 1 | 3 | 5 | 13,5:22,5 | 5:13        |
| 10. | GE Aviaco Madrid         | 9  | 0 | 2 | 7 | 10,5:25,5 | 2:16        |

### Entscheidungen
|     | spanischer Mannschaftsmeister: CA Schweppes Madrid                 |
|     | Absteiger in die Segunda División: CA Maspalomas, GE Aviaco Madrid |
| (M) | Titelverteidiger                                                   |
| (N) | Vorjahresaufsteiger                                                |

### Kreuztabelle
| Ergebnisse | Ergebnisse               | 01. | 02. | 03. | 04. | 05. | 06. | 07. | 08. | 09. | 10. |
| ---------- | ------------------------ | --- | --- | --- | --- | --- | --- | --- | --- | --- | --- |
| 01.        | CA Schweppes Madrid      |     | 3   | 2½  | 2½  | 3   | 2½  | 3   | 3½  | 3   | 3½  |
| 02.        | CE Espanyol Barcelona    | 1   |     | 3   | 2½  | 3½  | 3   | 2½  | 2½  | 2   | 2½  |
| 03.        | CE Terrassa              | 1½  | 1   |     | 2½  | 2   | 1½  | 2½  | 2½  | 4   | 3½  |
| 04.        | Caja Insular de Ahorros  | 1½  | 1½  | 1½  |     | 2   | 3   | 2½  | 4   | 2   | 3   |
| 05.        | Asociación Barcinona     | 1   | ½   | 2   | 2   |     | 2   | 2   | 3   | 3   | 2   |
| 06.        | CA Peña Rey Ardid Bilbao | 1½  | 1   | 2½  | 1   | 2   |     | 3   | 1½  | 2   | 2½  |
| 07.        | UGA Barcelona            | 1   | 1½  | 1½  | 1½  | 2   | 1   |     | 2   | 3   | 2   |
| 08.        | RCD La Coruña            | ½   | 1½  | 1½  | 0   | 1   | 2½  | 2   |     | 3   | 3   |
| 09.        | CA Maspalomas            | 1   | 2   | 0   | 2   | 1   | 2   | 1   | 1   |     | 3½  |
| 10.        | GE Aviaco Madrid         | ½   | 1½  | ½   | 1   | 2   | 1½  | 2   | 1   | ½   |     |

## Die Meistermannschaft
| 1.            | CA Schweppes Madrid |
| Schachfiguren | Jesús Díez del Corral, Román Torán Albero, Ricardo Calvo Mínguez, Juan Manuel Bellón López, José Carlos Hernando Pertierra. |